# Quittebeuf
 Quittebeuf  es una población y comuna francesa, en la región de Alta Normandía, departamento de Eure, en el distrito de Évreux y cantón de Évreux-Nord.

## Demografía
| 462 | 404 | 412 | 482 | 481 | 524 |
| Para los censos de 1962 a 1999 la población legal corresponde a la población sin duplicidades (Fuente: INSEE [Consultar]) |     |     |     |     |     |